# Xã Steele, Quận Conway, Arkansas
Xã Steele (tiếng Anh: Steele Township) là một xã thuộc quận Conway, tiểu bang Arkansas, Hoa Kỳ. Năm 2010, dân số của xã này là 439 người.